# Societat Catalana de Bibliòfils
La Societat Catalana de Bibliòfils, creada a Barcelona per un grup de catalans que estimaven els llibres i trobaven a faltar una associació que tirés endavant la idea de dur a terme la publicació d'obres catalanes introbables o inèdites, d'interès per als bibliòfils i erudits de Catalunya i realitzades amb certa sumptuositat., però que per diverses causes no va durar gaires anys.

## Història
En fou el fundador i primer president, el 1903, Pau Font de Rubinat, esperonat, sobretot, per Alexandre de Riquer el qual li recriminava per carta que en altres llocs d'España, com Sevilla, Zaragoza “y fins a Madrid” hi havia societats de bibliòfils i a Barcelona encara esperaven un reglament.
Així doncs, un important grup de bibliòfils catalans decidiren fundar la Societat Catalana de Bibliòfils, que com a primer objectiu i segons els seus Estatuts, publicats en un petit llibre per L'Avenç el 25 de maig de 1903 era, publicar o reproduir obres catalanes inèdites o rares, d'interès per Catalunya i els altres reialmes i territoris de parla catalana.
La Societat es va instal·lar al carrer Jonqueres, núm. 14 de Barcelona, estava integrada per trenta-dos membres i volien que els exemplars editats fossin tants com socis i numerats per sorteig, a part d'uns quants exemplars més (de vegades 100, altres 200) per vendre.
En els seus Estatuts establien les quotes, de vuitanta pessetes l'any, les reunions en junta general cada Sant Jordi, l'obligació d'editar almenys una obra cada any, la qual hauria de portar impresos un número d'ordre i el nom del destinatari.
El llistat de socis, trenta-dos segons establia l'article segon dels seus Estatuts, era força interessant doncs hi havia personatges molt coneguts de diferents estrats de la societat catalana, aristòcrates, escriptors, artistes, empresaris, editors, etc., i eren gent de tota Catalunya, tal com establia l'article onzé.
I els trenta-dos primers associats foren:
- Isidre Bonsoms i Sicart
- Alexandre Cortada
- Ramon Miquel i Planas
- Alexandre de Riquer
- Lluís Guarro i Casas
- Jaume Massó i Torrents
- Pau Font de Rubinat
- Antoni Rubió i Lluch
- Agustí Casas
- Emili Cabot i Rovira
- Joaquim Casas i Carbó
- Joan Rusell
- Eusebi Güell i Bacigalupi
- Josep Triadó i Mayol
- Jaume Andreu
- Santiago Rusiñol i Prats
- Francesc Matheu i Fornells
- Ignasi de Janer i Milà de la Roca
- Joseph M. Thomàs
- Josep Sala Tarragó
- Alfons Bonay
- Josep Pin i Soler
- Frederic de Gomis
- Lambert Mata
- Juli Vintró
- Ernest Moliné i Brasés
- Rafael Patxot i Jubert
- Lluís Carles Viada i Lluch
- Àngel Aguiló i Miró
- Enric Batlló i Batlló
- Salvador Vilaregut i Martí
- M. Enrich i Girona

Més endavant, el 1911, quan van publicar el llibre La visió delectable, la llista de socis va sortir lleugerament modificada i amb quaranta-nou socis més, amb particulars com Lluís Domènech i Montaner, Josep Puig i Cadafalch, Josep Gudiol i Cunill i Lluís Plandiura i Pou, impressors com Joan Oliva i Milà o l'Àlvar Verdaguer, i institucions com la Biblioteca Pública Arús, l'Orfeó Català o l'Ateneu Barcelonès.

## Obres
La Societat Catalana de Bibliòfils va editar vuit obres, des de 1905 fins al 1912; i dues més fóra de sèrie, doncs no tenien número d'ordre i sembla que no eren edicions pròpies de la Societat, però sí que les apadrinaven.
- Libre de Santa Maria, ordenat per R. Llull, publicat per J. Pijoan, editat a la Impremta Oliva de Vilanova i la Geltrú, l'any 1905. Va ser imprès amb el tipus Gòtic Incunable Canibell.[6]
- Istoria de Jacob Xalabin, publicat per R. Raymond Foulché-Delbosc. També editat amb caràcters gòtics de Canibell a la impremta Oliva de Vilanova l'any 1906.
- Cançoner dels Comtes d'Urgell, publicat per Gabriel Llabrés i Quintana,i editat per Oliva de Vilanova l'any 1906, amb tipus Gòtics de Canibell.
- Estudi sobre el Cançoner dels Comtes d'Urgell, per Gabriel Llabrés, editat el 1907a la impremta Oliva de Vilanova.
- Llibre dels Set Savis de Roma, publicat per Ignasi de Janer, imprès per L'Avenç l'any 1907.
- Elogi de la follia, per Desideri Erasme. Traduït per J. Pin i Soler, imprès per Henrich l'any 1910.
- La visió delectable de Alfonso de la Torre, Barcelona, 1484. Reproducció facsímil editat per Henrich l'any 1911.
- Cançoner Sagrat de Vides de Sants, publicat per R. Foulché Delbosc y J. Massó i Torrents, amb moltes il·lustracions de JosepTriadó, Francesc Labarta i Joaquim Figuerola, i editat per L'Avenç l'any 1912.

Els llibres eren de gran qualitat, tant com per dir del primer d'ells: “és la primera edició de bibliòfil digne d'aquest nom, que veu la llum a Catalunya”.
Els altres dos llibres eren: Art de bé morir ab lo breu confessionari tornat de latí en romanç per instructió e doctrina de les persones no sabents lo latí, reproducció en facsímil d'una edició de Pablo Hurus  del 1493, imprès per Fidel Giró a Barcelona l'any 1905, i La Fiameta, de Johan Bocaccio, amb traducció catalana del segle xv i ara publicada per primera vegada per Ramon Miquel y Planas, segons el
manuscrit existent en l'Arxiu General de la Corona d'Aragó, amb edició feta a La Académica, de Barcelona l'any 1908.
La producció editorial va ser escassa, però va exercir una gran influència en la revalorització de les arts del llibre, i segons Pilar Vélez: “els llibres de la Societat Catalana de Bibliòfils són un exponent notable de la reforma gràfica que tingué lloc a Catalunya en el tombant del segle.